# 佐藤信之助
佐藤 信之助（さとう しんのすけ、1908年（明治43年）1月30日 - 1981年（昭和56年）12月22日）は、日本の実業家。サンジルシ醸造の社長、会長と中京テレビ放送社長を務めた。

## 経歴・人物
1908年（明治43年）1月30日に三重県桑名市船場町316で父・初代佐藤信之助、母・ゑきの長男として生まれ、佐藤義一と名付けられた。
旧制富田中学校を経て、1930年（昭和5年）3月に慶應義塾高等部卒業し、大蔵省醸造試験所で1年間醸造学を学んだ後、家業の佐藤信之助商店に入って味噌・醬油製造業に従事した。
早くから若手実業家として桑名財界で活躍し、桑名電軌と桑名土地建物の取締役に就任し、1936年（昭和11年）6月22日に桑名瓦斯の監査役にも就任した。
1937年（昭和12年）1月に先代の死去により家督を相続し、同年3月4日に佐藤義一から「佐藤 信之助」へ氏名を変更した。
同年5月22日に桑名電軌の取締役に就任した。
1938年（昭和13年）5月に三重県醤油同業組合桑名支部長に就任した。
食糧統制の開始に伴い、その統制に当たる三重県醤油味噌工業組合異議採決委員や同組合統制委員を経て、1941年（昭和16年）2月に同組合桑名地区長、同組合理事長に就任した。
そして、同年11月に発起人になって、国策としての醤油の配給統制を行うことを目的とする「三重醤油味噌統制会社」を設立し、社長に就任した。
これらを歴任し、醬油味噌の配給統制に尽力したとされていた
また、この間の1940年（昭和15年）8月25日に桑名市警防団長に就任した。
その他、大政翼賛会三重県支部常務委員や三重県翼賛壮年団理事・総務、桑名市常会委員なども努めた。
1951年（昭和26年）4月11日にサンジルシ醸造の前身の「株式会社佐藤信之助商店」を設立して法人化し、同社の社長に就任し、1973年（昭和48年）まで務めた。
1954年（昭和29年）に近畿東海放送相談役に就任した。
1958年（昭和33年）2月1日の東海テレビ放送の設立に参画して専務に就任し、1962年（昭和37年）11月まで務めた。
1961年（昭和36年）4月に桑名商工会議所会頭に就任し、6期18年務めた。
1963年（昭和38年）12月7日に「長島観光開発」が設立された際には副社長に就任し、1974年（昭和49年）に社長に就任し、1977年（昭和52年）まで務めた。
1968年（昭和43年）3月に中京ユーエッチエフ･テレビ（後の中京テレビ放送）の副社長に就任し、初代社長を務めた鈴木亨市が1969年（昭和44年）7月30日に死去したことに伴い、同年8月7日に「中京ユーエッチエフ･テレビ」社長に就任し、1981年（昭和56年）6月24日まで中京テレビ放送社長を務め、同日から会長を務めた。
1970年（昭和45年）に日本民間放送連盟理事に就任し、1978年（昭和53年）4月1日から1980年（昭和55年）3月31日まで同連盟副会長も務めた。
1972年（昭和47年）に三重県公安委員に就任し、三重県公安委員会委員長も務めた。
そのほか、日本経済団体連合会常任理事なども歴任した。
1980年（昭和55年）11月に勲二等瑞宝章を受章した。
1981年12月22日、急性心不全のために死去。73歳没。

## 年表
- 1908年（明治43年）1月30日 - 三重県桑名市船場町316で[2]父・初代佐藤信之助、母・ゑきの長男[4]佐藤義一として[8]出生[4]。
- 1930年（昭和5年）3月 - 慶應義塾高等部卒業し[2]、家業の佐藤信之助商店に入って[6]味噌・醬油製造業に従事[2]。
- 1937年（昭和12年）
  - 1月 - 先代の死去により家督を相続[10]。
  - 3月4日 - 佐藤義一から「佐藤 信之助」へ氏名を変更[1]。
  - 5月22日 - 桑名電軌の取締役に就任[14]。
- 1947年（昭和22年）10月 - 三重交通取締役に就任[31]
- 1950年（昭和25年） - 桑名運送倉庫取締役に就任[32]。
- 1951年（昭和26年）
  - 4月11日 - 「株式会社佐藤信之助商店」を設立して法人化し[16]、同社の社長に就任[2]。
  - 10月 - 東海冷蔵取締役に就任[33]。
- 1953年（昭和28年） - 伊勢新聞社取締役に就任[33]。桑名信用金庫理事に就任[33]。
- 1954年（昭和29年） - 近畿東海放送相談役に就任した[17]。
- 1958年（昭和33年）
  - 2月1日[18] - 東海テレビ放送の設立に参画して専務に就任[19]。
  - 12月 - 北勢砂利興業取締役に就任[33]。
- 1959年（昭和34年） - 三重琺瑯取締役に就任[33]。
- 1960年（昭和35年） - 共同テレビニュース取締役に就任[32]。
- 1961年（昭和36年）
  - 4月 - 桑名商工会議所会頭に就任[2]。
  - 9月 - 東海テレビ放送代表取締役に就任[33]。
- 1962年（昭和37年）11月 - 東海テレビ放送専務を退任[6]。
- 1963年（昭和38年）12月7日 - 「長島観光開発」の設立に参画して副社長に就任[21]。
- 1968年（昭和43年）3月 - 中京ユーエッチエフ･テレビ（後の中京テレビ放送）の副社長に就任[23]。
- 1969年（昭和44年）8月7日 - 「中京ユーエッチエフ･テレビ」社長に就任[25]。
- 1970年（昭和45年） - 日本民間放送連盟理事に就任[28]。
- 1972年（昭和47年） - 三重県公安委員に就任[28]。
- 1973年（昭和48年） - サンジルシ醸造社長を退任し、会長に就任[26]。
- 1974年（昭和49年） - 「長島観光開発」の社長に就任[22]。
- 1978年（昭和53年）4月1日[29] - 日本民間放送連盟副会長に就任[28]。
- 1980年（昭和55年）
  - 3月31日[29] - 日本民間放送連盟副会長を退任[28]。
  - 11月 - 勲二等瑞宝章を受章[3]。
- 1981年（昭和56年）
  - 6月24日 - 中京テレビ放送社長を退任し、会長に就任[6][27]。
  - 12月22日 - 急性心不全のために死去[27]。